# インティ・クリエイツ
株式会社インティ・クリエイツ（英: INTI CREATES CO., LTD.）は、主にゲームソフトの企画・開発を行う日本のゲームメーカー。コンピュータエンターテインメント協会正会員。

## 概要
カプコンに所属していたクリエイターが独立して立ち上げた。横スクロールアクションゲームを得意分野としており、ロックマンゼロをはじめとするロックマンシリーズ、クレヨンしんちゃんゲームシリーズの各下請けを受け持っている。近年ではシューティングゲーム『ぎゃる☆がん』などアクションゲーム以外のジャンルにも携わり、『蒼き雷霆 ガンヴォルト』など自社オリジナルタイトルにも力を入れている。

## 沿革
- 1996年（平成8年）5月8日 - 千葉県船橋市北習志野に「有限会社インティ・クリエイツ」として設立。当時の資本金は300万円。
- 2000年（平成12年）2月21日 - 所在地を千葉県市川市平田へ移転。
- 2001年（平成13年）3月28日 - 資本金増資により1,500万円に。
- 2003年（平成15年）11月27日 - 「株式会社インティ・クリエイツ」に商号を改める。
- 2004年（平成16年）10月25日 - 資本金増資により3,000万円に。
- 2005年（平成17年）
  - 4月8日 - 所在地を千葉県市川市南八幡へ移転。
  - 10月31日 - 資本金増資により3,250万円に。
- 2008年（平成20年）1月 - 愛知県名古屋市中村区に名古屋開発部（名古屋営業所）を設立。
- 2013年（平成25年）3月7日 - 創業以来初の自社パブリッシングタイトル『蒼き雷霆 ガンヴォルト（アームドブルー ガンヴォルト）』を発表。

## 開発商品

### ゲームソフト
自社タイトル
- 蒼き雷霆 ガンヴォルト シリーズ

  - 蒼き雷霆 ガンヴォルト - 3DSダウンロードソフト:2014年8月20日 / Steam:2015年8月29日
  - 蒼き雷霆 ガンヴォルト 爪 - 3DSダウンロードソフト:2016年8月25日 / Steam:2020年6月22日
  - 蒼き雷霆 ガンヴォルト 鎖環 - Switch:2022年7月28日 / Xbox One、Xbox Series X/S:2022年8月2日 / Steam:2022年10月14日 / PS4、PS5:2022年12月15日
  - 蒼き雷霆 ガンヴォルト ストライカーパック - 3DS:2016年8月25日（海外パッケージ版発売:Yacht Club Games） / Switch パッケージ、DLソフト:2017年8月31日（海外パッケージ版発売:Nighthawk） / PS4:2020年4月23日
  - 蒼き雷霆 ガンヴォルト トライアングルエディション - Switch、PS5:2025年7月24日
- 白き鋼鉄のX シリーズ
  - 白き鋼鉄のX THE OUT OF GUNVOLT - Switch、PS4、Steam:2019年9月26日（Switch、PS4海外パッケージ版発売:Limited Run Games） / Xbox One:2019年12月19日 / DMM:2020年2月21日
  - 白き鋼鉄のX2 - Switch、PS4、PS5、Xbox One、Xbox Series X/S、Steam:2022年1月27日（Switch、PS4海外パッケージ版発売:Limited Run Games）
- ぎゃる☆がん シリーズ
  - ぎゃる☆がん りたーんず - Switch、Steam:2021年1月28日
  - ぎゃる☆がん だぶるぴーす ばいりんぎゃる - PS4、PS Vita、DMM:2017年2月23日　ぎゃる☆がん だぶるぴーす - Switch:2022年3月17日
  - ぎゃる☆がんVR - Steam:2017年8月10日
  - ぎゃる☆がん2 - PS4、Switch:2018年3月15日 / DMM:2018年7月20日 / Steam:2018年7月21日（海外版発売:PQube）
- グリム・ガーディアンズ シリーズ
  - グリム・ガーディアンズ デーモンパージ - Switch（ダウンロード版）、PS4、PS5（ダウンロード版）、Xbox One、Xbox Series X/S、Steam:2023年2月23日 / Switch（パッケージ版）、PS5（パッケージ版）:2023年3月23日
  - グリム・ガーディアンズ サーヴァント・オブ・ザ・ダーク - Switch（ダウンロード版）、PS4、PS5（ダウンロード版）、Steam:2025年3月27日予定 / Switch（パッケージ版）、PS5（パッケージ版）:2025年4月24日予定 / Xbox One、Xbox Series X/S:発売未定
- ブラスターマスター ゼロ シリーズ
  - ブラスターマスター ゼロ - Switch DLソフト / 3DS DLソフト / Steam:2017年3月3日 / PS4:2020年6月29日 / Xbox One、Xbox Series X/S:2021年7月1日
  - ブラスターマスター ゼロ 2 - Switch DLソフト:2019年3月21日 / Steam:2019年11月29日 / PS4:2020年6月29日 / Xbox One、Xbox Series X/S:2021年7月15日
  - ブラスターマスター ゼロ 3 - Switch DLソフト、PS4、Xbox One、Xbox Series X/S、Steam:2021年7月29日 / Epic Games Store:2021年8月26日
  - ブラスターマスター ゼロ トリロジー メタファイト クロニクル - Switch、PS4:2021年7月29日
- ブラッドステインド:カース・オブ・ザ・ムーン シリーズ
  - ブラッドステインド:カース・オブ・ザ・ムーン（Bloodstained: Curse of the Moon） - Switch、3DS、PS4、PS Vita、Xbox One、Steam、DMM:2018年5月24日（Switch、PS4、PS Vita海外パッケージ版発売:Limited Run Games）
  - ブラッドステインド:カース・オブ・ザ・ムーン2（Bloodstained: Curse of the Moon 2） - Switch、PS4、Xbox One、Steam:2020年7月10日（Switch、PS4海外パッケージ版発売:Limited Run Games） / PS4:2020年7月22日
  - ブラッドステインド:カース・オブ・ザ・ムーン クロニクルズ（Bloodstained: Curse of the Moon Chronicles） - Switch、PS4:2023年7月13日
- Dragon Marked For Death - Switch:2019年1月31日 （マーベラス、HAKAMA、海外パッケージ版発売:Nighthawk） / Steam:2020年4月21日 / PS4:2020年7月22日
- マイティガンヴォルト / ぎゃるガンヴォルトシリーズ
  - マイティガンヴォルト - 3DS DLソフト:2014年11月26日　ぎゃるガンヴォルト - PS4、PS Vita DLソフト:2015年8月6日
  - マイティガンヴォルト バースト - Switch DLソフト、3DS DLソフト:2017年6月15日　ぎゃるガンヴォルト バースト - PS4 DLソフト:2018年3月15日
- 幻日のヨハネ -BLAZE in the DEEPBLUE- - Switch、PS5、PS4、Xbox Series X/S、Xbox One:2023年11月16日[1]
- GUNVOLT RECORDS 電子軌録律 - Switch、PS5、PS4、Xbox Series X/S、Xbox One、Steam:2024年2月15日
- ロロパズミクス - Switch:2024年4月5日 / Steam:2024年4月19日 / PS4、PS5:2024年4月26日
- 九魂の久遠 - Switch、PS5、PS4、Xbox Series X/S、Xbox One、Steam:2024年5月30日
- カルドアンシェル - Switch、PS5、PS4、Xbox Series X/S、Xbox One、Steam:2024年10月24日
- 精霊機フレイリート - Switch、PS5、PS4、Xbox Series X/S、Xbox One:2024年11月21日 / Steam:2024年11月15日
- 魔女ガミ-The Witch of Luludidea- - Switch2, Switch, Steam:2025年10月30日

販売のみ
- サイバーシャドウ - Switch、PS4、PS5:2021年1月26日（開発：Yacht Club Games、Mechanical Head）

下請けタイトル（アルケミスト）
- ぎゃる☆がんシリーズ
  - ぎゃる☆がん - Xbox 360:2011年1月27日 / PS3:2012年2月23日（発売:アルケミスト）
  - ぎゃる☆がん だぶるぴーす - PS4、PS Vita:2015年8月6日 / Steam:2016年9月29日（発売:アルケミスト / 海外版発売:PQube）

下請けタイトル（カプコン）
- ロックマンゼロシリーズ（発売:カプコン）
  - ロックマンゼロ - GBA:2002年4月26日
  - ロックマンゼロ2 - GBA:2003年5月2日
  - ロックマンゼロ3 - GBA:2004年4月23日
  - ロックマンゼロ4 - GBA:2005年4月21日
  - ロックマンゼロコレクション - DS、2010年6月10日
- ロックマンゼクスシリーズ（発売:カプコン）
  - ロックマンゼクス - DS:2006年7月6日
  - ロックマンゼクス アドベント - DS:2007年7月12日
- ロックマンシリーズ（発売:カプコン）
  - ロックマン9 野望の復活!! - Wiiウェア:2008年9月24日、PSN / XBLA:2009年6月24日
  - ロックマン10 宇宙からの脅威!! - Wiiウェア、PSN:2010年3月9日 / XBLA:2010年3月31日
- ロックマンエグゼシリーズ（発売:カプコン）
  - ロックマンエグゼ バトルチップGP - GBA:2003年8月8日
  - ロックマンエグゼ N1バトル - WSC:2003年8月8日
- 株トレーダー瞬 - DS:2007年6月7日（共同開発/発売:カプコン）

下請けタイトル（comcept）
- Mighty No. 9 - PC、PS3、PS4、Xbox 360、Xbox One、Wii U:2016年6月21日（発売:comcept、スパイク・チュンソフト / 海外版発売:deep silver）

下請けタイトル（バンダイナムコ）
- クレヨンしんちゃんシリーズ（発売:バンプレスト → バンダイナムコゲームス）
  - クレヨンしんちゃん 嵐を呼ぶ シネマランドの大冒険! - GBA:2004年4月16日
    - クレヨンしんちゃん 嵐を呼ぶ シネマランド カチンコガチンコ大活劇! - DS:2008年3月20日

  - クレヨンしんちゃん 伝説を呼ぶ オマケの都ショックガーン! - GBA:2006年3月23日
    - クレヨンしんちゃん ショックガ〜ン!伝説を呼ぶオマケ大ケツ戦!! - DS:2010年12月2日

  - クレヨンしんちゃんDS 嵐を呼ぶ ぬってクレヨ〜ン大作戦! - DS:2007年3月21日
  - クレヨンしんちゃん 嵐を呼ぶ ねんどろろ〜ん大変身! - DS:2009年3月19日
  - クレヨンしんちゃん おバカ大忍伝 すすめ!カスカベ忍者隊! - DS:2010年3月18日
  - クレヨンしんちゃん 宇宙DEアチョー!? 友情のおバカラテ!! - 3DS:2011年12月1日
  - クレヨンしんちゃん 嵐を呼ぶ カスカベ映画スターズ! - 3DS:2014年4月10日
- ファンタジックチルドレン - GBA:2005年5月19日（発売:バンダイ）
- 交響詩篇エウレカセブン - PSP:2006年4月6日（発売:バンダイナムコゲームス）
- 超劇場版ケロロ軍曹 撃侵ドラゴンウォリアーズであります! - DS:2009年2月19日（発売:バンダイナムコゲームス）
- ド根性小学生ボン・ビー太 裸の頂上ケツ戦！！ - DS:2010年11月14日（発売:バンダイナムコゲームス）
- POWERRANGERS SAMURAI - Wii / DS:2011年11月22日（発売:NAMCO BANDAI Games Inc.） - 海外向け商品、日本では未発売。
- グレイトバトル フルブラスト - PSP:2012年3月1日（発売:バンダイナムコゲームス）
- ゴン バクバクバクバクアドベンチャー - 3DS:2012年6月14日（発売:バンダイナムコゲームス）
- でんぢゃらすじーさんと1000人のお友だち邪 - 3DS:2012年11月22日（発売:バンダイナムコゲームス）
- NARUTO -ナルト-SD パワフル疾風伝 - 3DS:2012年11月29日（発売:バンダイナムコゲームス）
- パックワールド - 3DS:2014年6月19日（発売:バンダイナムコゲームス）
- 藤子・F・不二雄キャラクターズ 大集合!SFドタバタパーティー!! - 3DS、Wii U:2014年11月27日（発売:バンダイナムコゲームス）
- 弱虫ペダル 明日への高回転 - 3DS:2015年1月29日（発売:バンダイナムコゲームス）
- 怪盗ジョーカー 時を超える怪盗と失われた宝石 - 3DS:2015年6月25日（発売:バンダイナムコエンターテインメント）
- デジモンユニバース アプリモンスターズ - 3DS:2016年12月1日（発売:バンダイナムコエンターテインメント）
- 爆釣バーハンター（3DS用ソフトウェア部分） - 3DS:2018年3月17日（バンダイ、バンダイナムコエンターテインメント）
- 爆釣ハンターズ - Switch:2019年12月7日 - （バンダイ、バンダイナムコエンターテインメント）
- SDガンダム GGENERATION GENESIS （Nintendo Switch版 開発） - （発売:バンダイナムコエンターテインメント）
- SDガンダム GGENERATION CROSS RAYS （移植開発） - （発売:バンダイナムコエンターテインメント）

下請けタイトル（その他）
- 可変走攻ガンバイク - PS:1998年4月23日 (発売:ソニー・ミュージックエンタテインメント)
- LOVE&DESTROY - PS:1999年12月16日（発売:ソニー・コンピュータエンタテインメント）
- 真・女神転生 デビルチルドレン 白の書 GBC:2001年7月27日（発売:アトラス） デビルデザインとして本社がクレジットされている。
- 黒ひげのゴルフしようよ - GBA:2002年4月19日 (発売:トミー)
- ドラえもん のび太と緑の巨人伝DS - DS:2008年3月6日（発売:セガ）
- ケシカスくん バトルカスティバル - DS:2010年7月15日（発売:コナミデジタルエンタテインメント）
- シャンティシリーズ（発売:WayForward Technologies / 日本版発売:インターグロー → オーイズミ・アミュージオ）
  - シャンティ -海賊の呪い- 3DS:2015年11月19日 / PS4 DLソフト、Wii U DLソフト:2016年9月7日
  - シャンティ:ハーフ・ジーニー ヒーロー アルティメット・エディション - PS4、Switch:2018年5月31日
- Spidersaurs（Brand Iillustrations） - Apple Arcade:2019年9月19日 / Switch、PS4、PS5、Xbox One、Xbox Series X/S:2022年7月14日 / Steam:2022年7月15日（発売:WayForward Technologies）

### モバイルソーシャルゲーム
- ぼくらのキングダム - 携帯電話ゲーム:2011年1月5日（配信元:Mobage） - 続編「もっと!ぼくらのキングダム」サービス開始に伴い、2012年5月9日を以ってサービス終了。
  - ぼくらのキングダムG - 携帯電話ゲーム:2011年4月27日（配信元:GREE）
- クレヨンしんちゃん シネマDEカード! - 携帯電話ゲーム:2011年11月9日（配信元:GREE）
  - iPhone/Android版 - 携帯電話ゲーム:2011年11月30日（配信元:GREE）
- もっと!ぼくらのキングダム - 携帯電話ゲーム:2012年4月25日（配信元:Mobage）
- J.J.ROCKETS - 携帯電話ゲーム Android:2012年9月10日 / iPhone:2012年10月31日（共同開発:comcept / 発売元:マーベラスAQL / 配信元:Mobage） - 2013年2月22日を以ってサービス終了。

### 映画
- 映画 クレヨンしんちゃん ガチンコ!逆襲のロボとーちゃん - ピコピコバトルCG

### ミュージックCD
- リマスタートラック ロックマンゼロ - 2004年5月28日
- リマスタートラック ロックマンゼロ・イデア - 2004年10月8日
- リマスタートラック ロックマンゼロ・テロス - 2005年3月3日
- リマスタートラック ロックマンゼロ・ピュシス - 2005年12月17日
- ロックマンゼクス サウンドトラック "ZX TUNES" - 2006年12月15日
- ロックマンゼクス アドベント サウンドトラック "ZXA TUNES" - 2007年8月30日
- ロックマンゼクス サウンドスケッチ "ZX GIGAMIX" - 2008年8月1日
- ロックマン9 オリジナルサウンドトラック - 2008年9月12日
- ロックマン9 アレンジサウンドトラック - 2008年10月10日
- チップチューンド・ロックマン - 2009年10月15日
- ロックマン10 オリジナルサウンドトラック - 2010年3月24日
- ロックマン10 イメージサウンドトラック - 2010年4月30日
- リマスタートラック ロックマンゼロ・ミュトス - 2010年6月10日
- ぎゃる☆がん ドキドキサウンド全部入り! - 2011年1月27日
- ロックマンゼロコレクション サウンドトラック 響命 - resonnant vie - - 2011年4月21日
- ぎゃる☆がん ドキドキサウンド全部入り! 補完盤 - 2012年3月8日
- 蒼き雷霆ガンヴォルト サウンドトラック - 2014年10月7日
- 蒼き雷霆ガンヴォルト 蒼乃燐光 - 2014年11月12日
- 蒼き雷霆ガンヴォルト 義心憤怒 - 2015年2月25日
- 蒼き雷霆ガンヴォルト 平穏への憧憬 - 2015年3月10日
- マイティガンヴォルトサウンドトラック - 2015年3月25日
- ぎゃる☆がん だぶるぴーす ドキドキサウンド全部入り！ - 2015年8月6日
- 蒼き雷霆ガンヴォルト 怠惰なる王国 - 2016年1月28日
- マイティナンバーナイン オリジナルサウンドトラック - 2016年7月5日
- 蒼き雷霆ガンヴォルト爪 サウンドトラック - 2016年9月27日
- 蒼き雷霆ガンヴォルト爪 夢現の青 -into the blue- - 2016年10月27日
- 蒼き雷霆ガンヴォルト爪 ELECTRO ROTATION - 2017年3月18日
- ブラスターマスター ゼロ オリジナルサウンドトラック - 2017年4月25日
- 蒼き雷霆ガンヴォルト爪 機械仕掛けの儚夢 - 2017年10月10日
- 蒼き雷霆ガンヴォルト爪 楽園狂騒曲 - 2017年11月14日
- ぎゃる☆がん2 ドキドキサウンド全部入り！ - 2018年3月31日
- DRAGON MARKED FOR DEATH SOUNDTRACK - 2019年3月1日
- ブラスターマスター ゼロ 2 オリジナルサウンドトラック - 2019年5月1日
- 白き鋼鉄のX THE OUT OF GUNVOLT サウンドトラック - 2019年11月1日
- 白き鋼鉄のX（イクス） THE OUT OF GUNVOLT RoRo Melodies / ロロメロ - 2020年1月15日
- 白き鋼鉄のX（イクス） THE OUT OF GUNVOLT プロローグ - 希望の歌姫 - - 2020年3月16日
- 白き鋼鉄のX（イクス） THE OUT OF GUNVOLT イソラ 全力アイドルロード - 2020年3月16日
- ブラスターマスター ゼロ 3 オリジナルサウンドトラック - 2021年8月25日
- 白き鋼鉄のX2 RoRo Robotics Vox /ロロロヴォ - 2022年1月27日
- 白き鋼鉄のX2 サウンドトラック - 2022年7月23日
- Bloodstained: Curse of the Moon Soundtrack - Limited Collector's Edition - - 2023年6月29日

## 主要取引先
- アートプレイ
- アルケミスト
- エクスノア
- カプコン
- サン電子
- クレイジーパイレーツ
- コナミデジタルエンタテインメント
- comcept
- セガ
- ソニー・インタラクティブエンタテインメント
- ディー・エヌ・エー
- デジタルワークスエンタテインメント
- デジプラネット
- Nighthawk Interactive
- 日本マイクロソフト
- 任天堂
- Nintendo of America Inc.
- Nintendo of Europe GmbH
- ハピネット
- Valve Corporation
- バンプレスト
- バンダイナムコエンターテインメント
- バンダイナムコスタジオ
- PQube Ltd.
- ベネッセコーポレーション
- マーベラス
- ラッツパック・レコード
- Limited Run Games, Inc.
- WayForward Technologies Inc.